# Blitz (Schiff, 1883)
Der Aviso Blitz (ab 1899: Kleiner Kreuzer) war das Typschiff einer gleichnamigen Klasse von zwei Schiffen, zu der noch das Schwesterschiff Pfeil gehörte. Der Baubeginn erfolgte im Sommer 1881 bei der Norddeutschen Schiffbau A.G. – der späteren Germaniawerft – in Kiel, wo ein Jahr später am 26. August 1882 der Stapellauf erfolgte. 1883 wurde die Blitz fertiggestellt und der Kaiserlichen Marine übergeben. Beide Schiffe waren zwar aus Stahl gebaut, aber sonst ungepanzert.
Die 75 m lange, 10 m breite und 4,2 m tiefgehende Blitz verdrängte 1382 Tonnen. In acht Zylinderkesseln wurde Dampf für die beiden liegenden Verbunddampfmaschinen mit zweifacher Dampfdehnung erzeugt, die mit 2700 PS auf die beiden Propellerwellen wirkten. Bei einer Geschwindigkeit von 10 kn reichte die Kohlenmenge an Bord für 250 Stunden bzw. eine Reichweite von 2500 sm. Die Höchstgeschwindigkeit betrug 15 kn.
Die ursprünglichen Kessel und Maschinen wurden geliefert von der Märkisch-Schlesischen Maschinenbau- und Hütten-A.G. vormals F.A. Egells, Berlin-Moabit. Beim Umbau 1891/92 in der Kaiserlichen Werft Danzig baute man Zylinderkessel aus werfteigener Produktion ein.
Die flache Silhouette mit dem durchgehenden Deck wurde bestimmt von zwei Schornsteinen, einem kleinen Brückenaufbau mit Steuerhaus vor dem vorderen Schornstein und zwei Masten, einen auf dem Vor- und einen auf dem Achterschiff.
Die Bewaffnung bestand aus sechs 8,8-cm-L/30-Seeziel-Schnellladekanonen, davon zwei in Mittschiffsaufstellung auf Bug und Heck, und jeweils zwei auf jeder Seite, so dass eine Breitseite vier Geschütze umfasste. Dazu kamen vier Maschinengewehre vom Kaliber 8 mm und drei 35-cm-Torpedorohre. Eines war, nach voraus schießend, unter dem Rammsteven im Bug eingebaut, zwei befanden sich in Decksaufstellung an den Seiten, unmittelbar hinter dem zweiten Schornstein.
Die Besatzung setzte sich zusammen aus sechs Offizieren, sieben Decksoffizieren und 122 Unteroffizieren und Mannschaften. Bei Einsatz als Flaggschiff einer Torpedoboots-Flottille war der Flottillenstab aus drei Offizieren und 16 weiteren Seeleuten zusätzlich an Bord.
Bereits im Jahr 1900 galt die Blitz-Klasse als veraltet und ohne Gefechtswert. Die Schiffe wurden fortan als Tender in Kiel verwandt. Die Blitz war im Ersten Weltkrieg dem I. Geschwader der Hochseeflotte zugeteilt und fuhr sogar noch im Oktober 1917 bei der Besetzung der baltischen Inseln (siehe Schlacht im Moonsund bzw. „Unternehmen Albion“) als Unterstützungsschiff mit. Auch für das „Unternehmen Schlußstein“ – die Besetzung Kronstadts und Petrograds – im September 1918 war sie vorgesehen.
Beide Schiffe überlebten den Weltkrieg und wurden erst 1921 (Blitz) und 1922 (Pfeil) aus der Liste der Kriegsschiffe gestrichen und abgebrochen.

## DieBlitzund das „Rätsel der Sandbank“
In dem Roman-Klassiker „Das Rätsel der Sandbank“ von Erskine Childers (erschienen 1903) werden die beiden Protagonisten Davies und Carruthers mit ihrer Yacht Dulcibella während ihres Aufenthaltes auf den Ostfriesischen Inseln im Herbst 1902 von einem Kriegsschiff der Kaiserlichen Marine mit Namen Blitz beschattet. Allerdings nimmt das von Fregattenkapitän von Brüning kommandierte, als Torpedo-Kanonenboot bezeichnete und im Fischereischutz eingesetzte fiktive Fahrzeug sich den historischen Aviso trotz des authentischen Namens nicht zum Vorbild: Von den genannten Abmessungen (140 Fuß Länge, 25 Fuß Breite) sowie dem einen Schornstein nach entspricht das Fahrzeug im Roman sogar eher der ersten Blitz von 1862, einem Dampfkanonenboot der Camaeleon-Klasse, das jedoch bereits 1878 abgebrochen wurde.
In der 10-teiligen deutschen Fernsehserie von 1984 spielt die Blitz ebenfalls eine prominente Rolle; dargestellt wird sie durch ein für die Produktion umgebautes Küstenmotorschiff von etwa 40 m Länge. Dessen Silhouette (Rammbug, Geschütze vorn und achtern, zwei Schornsteine und Masten) kommt der historischen Blitz sehr nahe (im Gegensatz zur Romanvorlage); auch die an mehreren Stellen genannten technischen Einzelheiten (Abmessungen, Bewaffnung, Typenbeschreibung). Die Serie ist insgesamt bemüht, auf historische Details zu achten. Zudem entspricht die authentische Blitz wohl eher dem Bild eines wilhelminischen Kriegsschiffes, als das im Roman geschilderte kleine Fahrzeug.
In der englischen Verfilmung The Riddle of the Sands von 1979 (auf Deutsch: Bei Nacht und Nebel) kommt die Blitz dagegen überhaupt nicht vor.